# سیارک ۶۴۴۷
سیارک ۶۴۴۷ (به انگلیسی: 6447 Terrycole، نامگذاری:1990TO1) شش هزار و چهارصد و چهل و هفتمین سیارک کشف شده‌است که در ۱۴ اکتبر ۱۹۹۰ کشف شد.
قدر مطلق سیارک برابر ۱۳٫۶۰ است.